# Christian Heinrich von Watzdorf

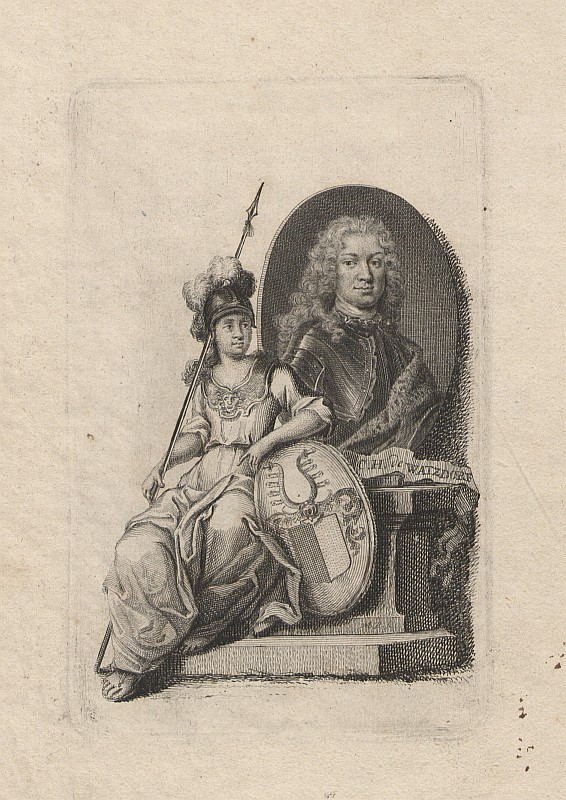
Christian Heinrich von Watzdorf

Christian Heinrich von Watzdorf, ab 1719 Graf von Watzdorf, (* 11. August 1698 in Crostau; † 12. Juli 1747 auf der Festung Königstein) war ein sächsischer Hofbeamter und Musikmäzen aus der Familie von Watzdorf.

## Leben
Watzdorf war das zweite von neun Kindern des sächsischen Kammerherrn und 1719 in den Grafenstand erhobenen Christoph Heinrich von Watzdorf (1670–1729) und seiner Frau Wilhelmine Friederike geb. von Bock-Blosheim († 1744).
Watzdorf studierte 1718–1720 an der Universität Leipzig und wurde anschließend Kammerherr am Hof Augusts des Starken in Dresden. 1722 unternahm er eine Grand Tour, die ihn u. a. nach Venedig und Rom führte; in Venedig wohnte er wahrscheinlich einer Aufführung von Tomaso Albinonis Oper Gli eccessi della gelosia bei und lernte den Komponisten persönlich kennen. Zurück in Dresden, avancierte er 1724 zum Hof- und Justizrat. Im Juli desselben Jahres wurde er nach Parma gesandt, um eine eheliche Verbindung zwischen Johanna Magdalena, einer Tochter des Herzogs Johann Georg von Sachsen-Weißenfels, und Antonio Farnese, dem jüngeren Bruder des Herzogs von Parma, anzubahnen. Als diese Mission scheiterte, begab sich Watzdorf nach Florenz, wo er im September 1725 Prinzessin Violante Beatrix von Bayern so grob beleidigte, dass sie sich sowohl beim toskanischen als auch beim sächsischen Hof über ihn beschwerte. Trotz mehrmaliger Aufforderung, nach Dresden zurückzukehren, traf Watzdorf erst im August 1726 wieder dort ein.
Nach dem Tod seines Vaters 1729 erbte er die Güter Wiesa, Birkenheide und Crostau, dessen Kirche er drei Jahre später eine von Gottfried Silbermann gebaute Orgel im Wert von 1700 Reichstalern stiftete. 1730 wurde Watzdorf, der wiederholt Beziehungen mit Bauern- und Bürgermädchen einging und mehrere uneheliche Kinder zeugte, von einem Pächter der Vergewaltigung seiner Tochter angeklagt. Das Verfahren endete zwar mit einem Freispruch, hatte aber im April 1731 Watzdorfs Entlassung aus der sächsischen Landesregierung zur Folge.
Als 1733 Friedrich August II. Kurfürst von Sachsen wurde, fiel Watzdorf endgültig in Ungnade. Neben einem persönlichen Konflikt mit Geheimrat Heinrich von Brühl spielte dabei Watzdorfs Forderung eine Rolle, die Domherren außerhalb der landesherrlichen Gerichtsbarkeit zu stellen (er selbst war seit dem Tod seines Vaters Domherr der Stifte zu Meißen und Naumburg sowie Dompropst des Stifts St. Petri zu Bautzen). Watzdorf wurde im April 1733 wegen Hochverrats verhaftet, auf die Festung Königstein gebracht und im November 1735 ohne Prozess zu lebenslanger Haft verurteilt; strafverschärfend wirkten sich dabei seine ständigen Konflikte mit dem Festungskommandanten und dem Wachpersonal aus. 1734 wurde ihm die Stellung als Kammerherr, 1737 die als Dompropst von Bautzen und Domherr zu Meißen und 1742 die als Domherr zu Naumburg entzogen. Mehrere Versuche, beim Kaiser in Wien Berufung gegen das Urteil einzulegen, schlugen fehl. Als Watzdorf 1747 nach 14-jähriger Haft im Alter von knapp 49 Jahren starb, fiel sein Vermögen an den Staat; neben den Landgütern gehörten dazu auch eine Bibliothek mit mehr als 8000 Bänden sowie zahlreiche Musikinstrumente.

## Mäzenatentum
Johann Mattheson erwähnte 1722 in seiner Zeitschrift Critica Musica, dass Watzdorf „ein grosser Kenner der Music seyn soll“. Heute ist sein Name vor allem noch mit der sehr gut erhaltenen Orgel Gottfried Silbermanns in Crostau verbunden. Watzdorf war auch der Widmungsträger von Tomaso Albinonis 12 Balletti e sonate a tre op. 8 (Amsterdam 1722) und von Ernst Wilhelm Herzogs Biografie des Komponisten Johann Kuhnau (Leipzig 1722).